# Regueb
Regueb (in arabo الرقاب‎?, al-Riqāb) è una  città del centro della Tunisia, situata a 37 chilometri a SE di Sidi Bouzid.
Eretto a comune il 7 maggio 1979 conta 7.892 abitanti.. È anche capoluogo della provincia (délégation) istituita nel 1956 e che contava a sua volta, nel censimento del 2004, 58.776 abitanti.

## Geografia fisica
Regueb si trova a 90 chilometri da Sfax, a 110 km da Qayrawan e a 90 km da Gafsa.

## Economia
L'economia di Regueb è particolarmente concentrata sull'agricoltura, dal momento che il 90 % del suo territorio è potenzialmente lavorabile. La regione produce olio d'oliva, prodotti dell'orticultura e Frutta.

## Istruzione
Regueb ha diversi istituti d'insegnamento, così suddivisi:
- due scuole d'istruzione secondaria;
- un liceo d'istruzione secondaria privato;
- tre college;
- un Istituto tecnico;
- tre scuole elementari;
- cinque giardini d'infanzia.